# Rio Clenţu
O Rio Clenţu é um rio da Romênia, afluente do Suseni, localizado no distrito de Gorj.